# Phebellia trichiosomae
Phebellia trichiosomae là một loài ruồi trong họ Tachinidae.